# Timor Wschodni na Mistrzostwach Świata w Lekkoatletyce 2013
Timor Wschodni na Mistrzostwach Świata w Lekkoatletyce 2013 – reprezentacja Timoru Wschodniego podczas Mistrzostw Świata w Moskwie liczyła 1 zawodnika.

## Występy reprezentantów Timoru Wschodniego
| Konkurencja            | Zawodnik            | Runda 1      | Runda 1 | Półfinał | Półfinał | Finał    | Finał   |
| Konkurencja            | Zawodnik            | Rezultat     | Pozycja | Rezultat | Pozycja  | Rezultat | Pozycja |
| ---------------------- | ------------------- | ------------ | ------- | -------- | -------- | -------- | ------- |
| Bieg na 800 m mężczyzn | Ribeiro de Carvalho | 2:04.74 (PB) | 47.     | NQ       | NQ       | NQ       | NQ      |